# Laura Gonçalves
Laura Adriana Gonçalves da Câmara (Caracas, 4 de febrero de 1989) es una modelo luso-venezolana, representante oficial de Portugal en el certamen Miss Universo en su edición del año 2011.

## Biografía
Hija de inmigrantes portugueses, se cría la ciudad de Caracas donde cursa estudios en el Academia Merici localizada en la urbanización Cerro Verde Municipio El Hatillo donde se gradúa en el año 2007 a la edad de 18 años y se matrícula en la Universidad Simón Bolívar, localizada en la urbanización Sarteneja al sur este de su ciudad natal. Adicionalmente inicia actividades en el mundo del modelaje trabajando para el diseñador venezolano Giovanni Scutaro.
Al cumplir los 20 años se muda a Portugal, donde reside primeramente en la Isla de Madeira y posteriormente se desplaza a la ciudad de Lisboa. En el año 2010 gana el concurso Cabelo Pantene, convirtiéndose en la imagen de esta marca comercial en Portugal. Posteriormente, el 29 de julio de 2011, es coronada en el Hotel "Miragem", en Cascais, como Miss Portugal Universo. Decide participar en el Miss Universo 2011 realizado en  la ciudad de San Pablo, Brasil el lunes 12 de septiembre de 2011, llegando al top de las 10 finalistas. Con la representación de Laura en el Miss Universo, Portugal retorna al certamen después de 9 años de ausencia, clasificando este país por primera vez a las semifinales en la historia del concurso.
Laura vive actualmente en la ciudad de Oporto, donde actúa como gestora.